# Thráin II.
Thráin II. (2644-2850 T. v.) je trpaslík z fiktivního světa J.R.R. Tolkiena. Byl králem Dlouhovousáčů, které vedl do krvavé bitvy v Azanulbizaru. Zemřel uvězněn Sauronem v kobkách Dol Gulduru a při mučeních mu byl odebrán poslední ze sedmi trpasličích prstenů.

## Život

### Mládí
Thráin pocházel z Durinova lidu. Byl synem krále Thróra, který vládl Království pod Horou v Ereboru. Když v roce 2770 došlo k vyplenění Osamělé hory drakem Šmakem, uprchnul Thráin se svým otcem, dětmi a malou družinou směrem na jih. Usadili se na Vrchovině.

### Králem Durinova lidu
Thráinův zchudlý otec Thrór po letech ve vyhnanství pomyslel na návrat do zpustlé Khazad-dûm. Svůj prsten předal Thráinovi a pouze se svým sluhou se pokusil znovu vstoupit do obydlí svých otců. Sluha Nár po čase přinesl Thráinovi zprávu o zabití jeho otce skřety. Thráin, který se stal králem Durinova lidu, rozeslal posly ke všem ostatním trpasličím čeledím. Mezi trpaslíky a skřety se rozhořela šestiletá válka, která vyvrcholila bitvou v Azanulbizaru. Draze zaplacené vítězství otevřelo trpaslíkům cestu do Morie. Thráin, který v boji přišel o jedno oko, povzbuzoval přeživší naugrim, aby jej následovali do nitra Mlžných hor. Dáin Železná noha však mluvil proti němu a tak se trpaslíci rozešli zpět do svých sídlišť. Thráin následován svou družinou nalezl dočasný domov na západě v Ered Luin. Patrně však kvůli působení prstenu začal být po několika letech nespokojený a neklidný. Pouze s několika druhy, mezi kterými byli i Balin s Dvalinem, vyrazil v roce 2841 k Osamělé hoře. Na okraji Temného hvozdu je výprava přepadena a Thráin je živý unesen Sauronovými sluhy. Je uvězněn v kobkách Dol Gulduru, mučen a nakonec je mu sebrán poslední z trpasličích prstenů. Do Sauronovy pevnosti se podaří proniknout Gandalfovi, který od umírajícího Thráina přijme mapu a klíč od Osamělé hory. Zprávu o Thráinově smrti předá Gandalf jeho synu Thorinovi.
| Král Durinova lidu | Král Durinova lidu | Král Durinova lidu          |
| ------------------ | ------------------ | --------------------------- |
| Předchůdce: Thrór  | Thráin II.         | Nástupce: Thorin II. Pavéza |